# Andrew Stephenson
Andrew George Stephenson, né le 17 février 1981 à Manchester, est un homme politique du Parti conservateur britannique, qui est député de Pendle dans le Lancashire de 2010 à 2024. Avant sa carrière parlementaire, il est conseiller local et courtier d'assurance.

## Jeunesse et carrière
Stephenson est né le 17 février 1981 à Manchester, en Angleterre, de Malcolm et Ann Stephenson,. Il fréquente le Poynton High School dans le Cheshire. Stephenson obtient un diplôme en études de gestion à Royal Holloway, Université de Londres, diplômé en 2002,.
Il rejoint le Parti conservateur à l'âge de 16 ans. Stephenson effectue deux mandats à l'Exécutif national de Conservative Future et est vice-président national de l'organisation de 2001 à 2002. Il est également président de la Royal Holloway's Conservative Future Society, de 1999 à 2001.
Après avoir obtenu son diplôme universitaire, Stephenson travaille comme courtier d'assurance et plus tard comme associé chez Stephenson & Threader, une entreprise familiale qu'il a reprise de son père.

## Carrière politique
Stephenson est conseiller pour le conseil d'arrondissement de Macclesfield de 2003 à 2007. À l'âge de 25 ans, il devient président de l'association conservatrice de Tatton, la plus jeune personne à diriger une association conservatrice locale. Il est choisi comme candidat parlementaire potentiel (PPC) pour Pendle en septembre 2006. Il est membre de la liste A du parti. Sa campagne est financée en partie par l'homme d'affaires Michael Ashcroft.
Il est élu aux élections générales de 2010 avec une majorité de 3 585 (8,0%) voix. Le siège était auparavant détenu par le député travailliste Gordon Prentice depuis 1992. Stephenson est réélu aux élections générales de 2015, 2017 et 2019.
Il prononce son premier discours le 17 juin 2010. Il est nommé vice-président du Parti conservateur, chargé de la jeunesse, le 28 juillet 2010.
Il propose un projet de loi d'initiative parlementaire le 28 juin 2011, afin de créer un droit d'appel contre les décisions du tribunal de la Couronne autorisant la mise en liberté sous caution, à la suite du meurtre d'un de ses électeurs par un homme sous caution. Un amendement aux Lords du projet de loi sur l'aide juridique, la condamnation et la répression des délinquants (LASPO), qui permettait aux procureurs de faire appel de ces décisions, est approuvé en février 2012,.
Le 14 juin 2011, il mène un débat parlementaire sur une nouvelle réglementation exigeant des certificats de performance énergétique pour les locations de vacances et plaide pour que les locations de vacances en soient exemptées sous certaines conditions. Le gouvernement a par la suite annoncé des exemptions pour les locations de vacances . En 2013, il vote pour la loi de 2013 sur le mariage (couples de même sexe) qui légalisait le mariage homosexuel en Angleterre et au Pays de Galles.
Il est nommé secrétaire privé parlementaire (PPS), de Robert Halfon ministre sans portefeuille et vice-président du Parti conservateur en 2015. Il devient plus tard le PPS du ministre d'État à la Sécurité, John Hayes, et du ministre d'État aux Services de police, Mike Penning. En juillet 2016, il est le PPS du ministre des Affaires étrangères Boris Johnson.
Après les élections générales de 2017, il est choisi comme whip adjoint du gouvernement par la Première ministre Theresa May.
Il est promu Lord commissaire du Trésor lors du remaniement ministériel de janvier 2018, puis devient vice-chambellan de la Maison en juillet. De janvier 2018 à mai 2019, il fait partie du comité de sélection. D'avril à juillet 2019, il est sous-secrétaire d'État parlementaire (ministre des affaires et de l'industrie). En juillet, après que Boris Johnson soit devenu Premier ministre, il est nommé ministre d'État au ministère des Affaires étrangères et du Commonwealth et au ministère du Développement international.
Il vote pour que le Royaume-Uni quitte l'Union européenne (UE) lors du référendum 2016 sur l'adhésion du Royaume-Uni à l'UE. Il vote pour l'accord de retrait du Brexit en janvier 2019. Lors des votes indicatifs du 27 mars, il vote contre un référendum sur un accord de retrait. Il vote pour l'accord de retrait de Johnson en octobre.